# Качмазов, Юрий Михайлович
Юрий Михайлович Качмазов (род. в 1966 году в Сызрани, Куйбышевской области, РСФСР) — президент Группы СОК, участник «Золотой сотни» Forbes (700 миллионов долларов, 93 место в рейтинге 2007 года) и 126 место в рейтинге журнала «Финанс» самых богатых россиян с состоянием 26,5 миллиардов рублей (2010 г.) контролировавший АвтоВАЗ, ИжАвто, Волгомост, Скопинский автоагрегатный завод и многие другие российские предприятия.
С 2011 года объявлен в розыск в России в связи с обвинениями по статье о преднамеренном банкротстве, проживает на собственной островной вилле в ОАЭ, имеет второе гражданство Великобритании. Ведёт бизнес в различных государствах (Италия, Китай, и в России через третьих лиц).

## Биография
По национальности осетин, срочную военную службу проходил в десантных войсках, был студентом Самарского политехнического института, как утверждается, в юности входил в бригаду напёрсточников. После стал заниматься на рынке скупкой и перепродажей золота, а затем переквалифицировался на перепродажу автомобилей с АвтоВАЗа, начиная с простой консигнации автомобилей ВАЗ. Фирму назвали СОК, располагалась она на башне Самарского ипподрома. Бизнес Юрия Качмазова пользовался поддержкой генералов налоговой полиции и ФСБ Евгения Григорьева и Владимира Большакова.
В 1995—1998 годах — генеральный директор ООО СОК. Обеспечил бартер между сызранским ОАО «Пластик» и ОАО «АвтоВАЗ», установил контроль над финансами и сбытом ОАО «Пластик» (г. Сызрань), параллельно шло проникновение на ОАО «АвтоВАЗ», брались под контроль и смежники автозавода. В 1998—2008 годах — член правления ЗАО «РосЛада».
В 1998—2010 годах — президент и председатель совета директоров Группы СОК.
По рейтингу российского Forbes в 2007 году входил в золотую сотню 93 место с состоянием в 700 млн долларов. В рейтинге журнала «Финанс» самых богатых россиян в 2010 году занимал 126 место с состоянием 26,5 миллиардов рублей.
В 2005 году Юрий Качмазов награждён золотым Орденом «Гордость России».
В 2011 году Следственный комитет МВД России по заявлению крупнейшего кредитора Сбербанка объявил Юрия Качмазова в федеральный розыск за преднамеренное банкротство «Ижавто» и вывод финансовых активов за рубеж.
Женат, супруга Илона. Дочь Дарья и четверо сыновей. Дарья окончила колледж и университет в Лондоне, была замужем за владельцем мотороремонтного завода «Волгоградский» Андреем Шакалинским с которым есть общая дочь. Дарья проживает в Минске, занимается ресторанным бизнесом.

### Политическая деятельность
Юрий Качмазов активно участвовал в политике. В 2006 году от имени Группы СОК подписал трёхстороннее соглашение по реализации инновационного образовательного проекта «Достойные граждане великой страны» между партией «Единая Россия» в лице Вячеслава Володина и правительством Самарской области в лице Константина Титова. Документ предусматривал модернизацию как минимум 30 школ самарского региона на средства федерального и областного бюджетов с привлечением 30 млн рублей ГК «СОК».
Оказывал подержу в избрании Виктора Тархова мэром Самары, Виктора Хлыстова мэром Сызрани, Сергея Морозова губернатором Ульяновской области, куда после избрания были назначены топ-менеджеры ГК СОК, один из которых Рустем Шиянов, был избран сенатором в Совет федерации от Ульяновской области. Оказывал содействие Эдуарду Кокойты президенту республики Южная Осетия, который назначил двух топ-менеджеров ГК СОК министрами республики. Председателем Самарской городской думы являлся вице-президент ГК СОК Виталий Ильин.
По инициативе супруги Илоны Качмазовой — президента благотворительного фонда «Спорт Образование Культура», которая входила в состав соучредителей регионального отделения партии Зелёные в Самаре — ГК СОК на выборах в областную думу 2007 года, оказал финансирование Российской экологической партии «Зелёные», проведя по партийному списку в областной парламент своего топ-менеджера Эльвиру Суркову..